# 生财有道
《生财有道》是中国中央电视台财经频道播出的一档面向“三农”的资讯服务类专题栏目，前身为1979年8月12日开播的《为您服务》，2009年9月14日起更名为《理财在线》，2010年12月6日改为现名，节目首播时间为每週一至週五19:00。

## 历史

### 为您服务
《为您服务》最初是中央电视台策划的一个专题栏目，于1979年8月12日首次播出。1982年，中央电视台决定将其改编为一个固定时间播出的栏目，并组织人员向台湾的电视节目学习。
1983年1月1日，中央电视台正式固定开播《为您服务》栏目，每週一19:45播出，这是中国第一个固定栏目名称、固定播出时间、固定主持人的专题栏目，沈力成为了第一任主持。《为您服务》定位于普及生活常识、贴近观众生活，同当时其他大部分脱离观众日常生活的电视节目形成鲜明对比，因此在很短的时间内便成为了中央电视台的王牌节目之一。
进入1990年代后，《为您服务》受到其他时尚栏目的冲击。由于无法完成转型，收视率不断流失。1993年底，中央电视台推出《生活》（今《消费主张》）栏目，以取代《为您服务》。
2000年7月3日，《为您服务》栏目重新开播，吸收了大量的时尚元素以提高收視率。复播之后的《为您服务》包括四个子板块，即《生活情报站》、《律师出招》、《生活智多星》和《旅游风向标》。
2003年10月20日，中央电视台将第二套节目调整为经济频道，原属于中央电视台社教节目中心的《为您服务》节目组整建制划转至广告经济信息中心。

### 理财在线
2009年8月24日，中央电视台将经济频道更名为财经频道。伴随着频道名称及定位的调整，部分自办栏目也作出了相应改动。在此轮调整中，《为您服务》被更名为《理财在线》，并于当年9月14日正式开播。
全新推出的《理财在线》定位于具有理财需求及遇到理财困惑的受众群，以具体的理财故事作为切入点，为观众提供全面、贴心的理财服务，亦会为观众提出的各种理财问题答疑解惑。在表现形式上，除具备传统的外拍及演播室环节外，也充分融入了“台网互动”的理念。
由于财经频道节目同质化现象严重，《理财在线》于2009年10月将节目定位调整为面向“三农”。每期讲述一个致富故事，为创业者提供致富之路。节目改版后，收视率长期在财经频道日常节目中排名第一位，受到了观众的普遍欢迎。尤其是节目对部分特种养殖户的报道，一直深受广大观众的喜爱。

### 生财有道
2010年12月6日，《理财在线》被正式更名为《生财有道》。更名后的节目更加明确了其面向“三农”的定位，致富模式和技术方法更加贴合农民群众的实际需要。故事结构也变得更具层次性，力争全面反映农民群众致富过程中的曲折艰辛和不为人知的成功秘诀，为创业者的致富之路提供更多更有价值的参考。而在节目内容上，《生财有道》在原有的讲述致富故事的基础上增加了致富技术的细节和产品的市场动态。使观众不仅能在节目中看到曲折离奇的致富故事，还能看到全面完整的市场信息。
与此同时，《生财有道》在节目形式上也发生了变化。打破了原有的传统演播室模式，全面采用外景实地拍摄的主持方式，深入农民群众的家中体验生财之道，使故事的呈现更加真实、生动。

## 主持人

### 《为您服务》时期
- 王小骞
- 肖薇
- 刘仪伟

### 《理财在线》时期
- 王小骞
- 肖薇
- 李晓东

### 现今
现时，该栏目是一档讲述农民群众致富故事的栏目。全面采用外景实地主持的拍摄方式，已不再设立固定主持人。

## 播出时间及平台
| 播出 | 频道   | 所在地   | 播出时间                  | 备注                   |
| ---- | ------ | -------- | ------------------------- | ---------------------- |
| 首播 | CCTV-2 | 中国大陆 | 每週一至週五 19:00－19:30 |                        |
| 重播 | CCTV-2 | 中国大陆 | 次日 15:30－16:00         | 次週一重播上週五的节目 |

### 引用
1. 1 2  . 新浪财经. 2010-11-30  [2017-12-11]. （原始内容存档于2019-09-14）.
2. ↑  . 央视网. 2009-09-16  [2017-12-11]. （原始内容存档于2019-09-14）.
3. ↑  . 搜狐财经. 2010-12-16  [2017-12-11]. （原始内容存档于2021-01-26）.